# 케빈 게이지
케빈 게이지(Kevin Gage, 1959년 5월 26일 ~ )는 미국의 배우, 영화 제작자, 작가, 각본가이다.
위스콘신주에서 태어났다.

## 영화
- 허슬 다운 (2018년)
- 아울 인 에코 파크 (2018년)
- 마이 파더, 다이 (2016년)
- 미스포춘 (2016년)
- 세븐 미니츠 (2014년) - 턱키 역
- 쥬라기 시티 (2014년) - 도일 역
- 해피니스 런스 (2010년)
- 킬링 자 (2010년)
- 더 라인 (2009년)
- 레이드 투 레스트 (2009년)
- 살인 이론 (2009년) - 살이자 역
- 어뮤즈먼트 (2008년)
- 쿵후 프리즌 (2007년)
- 코스믹 라디오 (2007년)
- 체이싱 3000 (2007, Chasing 3000)
- 카오스 (2005년) - 카오스 역
- 파파라치 (2004년)
- 메이 (2002년) - 메이의 아빠 역
- 씨커 (2001년)
- 정키드 (1999년)
- 건샤이 (1998년)
- 헨드릭스 (1998년)
- 포인트 블랭크 (1998년)
- 더블 탭 (1997년)
- 지. 아이. 제인 (1997년)
- 히트 (1995년) - 와인그로 역
- 유령 마을 (1989년)